# West Thorney
West Thorney – wieś w Anglii, w hrabstwie West Sussex, w dystrykcie Chichester. Leży 10 km na zachód od miasta Chichester i 95 km na południowy zachód od Londynu. W 2001 miejscowość liczyła 1079 mieszkańców.